# Харчові заборони в ісламі
Харчові заборони в ісламі - їжа, заборонена до вживання мусульманам. Коран вказує на заборону вживання крові, м'яса тварин, які померли своєю смертю, були забиті не з ім'ям Бога і нечистих тварин: свинини, хижаків, всеїдних тварин тощо.

## Загальні принципи
В ісламі в основі всього (що стосується побутових, нерелігійних питань) закладена дозволеність. Тобто все дозволено, крім того, що явно заборонено. Це засновано на Корані і Сунні. Більш тонкі моменти регулюються фетвами.
На відміну від справжнього харама, порушення харчової заборони по необхідності не ставить людину поза мусульманської умми. У Корані є явна заборона на м'ясо тварин, які померли своєю смертю, кров, свинину, м'ясо тварин які були забиті не з ім'ям Бога (Аллаха).

## Здорова їжа
Здорове харчування вважається важливим в ісламі, хоча це не обов'язково може бути засноване на західних стандартах. Деякі мусульманські вчені вважають надмірне харчування гріхом, посилаючись на наступний аят Корану:
| " | Аллах Єдиний - Той, хто виплекав сади з виноградних лоз, що ростуть на підпорах і без підпір. Він зростив фінікові пальми і посіви, які дають різноманітні плоди за кольором, смаком, формою і запахом. Аллах виплекав також оливи, гранати та інші плоди, схожі за деякими якостям і різні за іншими, хоча земля може бути одна і та ж і зрошується однієї і тієї ж водою. Їжте з цих плодів, коли вони дозріють, і віддавайте належну милостиню після збирання врожаю. Не споживайте багато, а будьте помірні, щоб не зашкодити собі і не обділити бідних. Аллах не любить марнотратних і незадоволений їх непомірними діяннями! Аль-Анам 6:141 (Якубович) | " |

У сучасному світі халяльні продукти вживаються не тільки з релігійних, а й з дієтичних міркувань: вони користуються все більшою популярністю серед прихильників здорового харчування.  Всього частка халяльних (тобто схвалених мусульманськими звичаями) продуктів харчування на світовому харчовому ринку становить близько 20%, причому значна їх частина виробляється в регіонах з незначною часткою ісламського населення, зокрема, в Латинській Америці. 

## Заборонені м'ясні продукти
Деякі тварини і способи забою тварин можуть бути забороненими до вживання. Таке м'ясо буде «нечистим».

### Мертвечина
В ісламі є заборона на вживання в їжу падалі. Згідно ісламського права (фікг), тварини, які помирають внаслідок утоплення, пожежі, ураження електричним струмом, травми - є мертвечиною. Дозволяються тварини, які забиті свідомо на забій або на полюванні, так як при цьому є можливість максимально вичавити кров. Винятками з цих правил є морепродукти.
- Хто ж змушений, не будучи розпусником або злочинцем, - то Господь твій - прощаючий, милосердний! [3]
- Воістину, з'являться серед моїх послідовників народи, які зроблять дозволеним спиртне, свинину, чистий шовк і струнні інструменти [4].

| " | Вам заборонені мертвечина, кров, м'ясо свині і те, над чим не було вимовлено ім'я Аллаха (або що було зарізано не заради Аллаха), або було придушене, або забито до смерті, або подохло при падінні, або заколоте рогами або задерте хижаком, якщо тільки ви не встигнете зарізати його, і те, що зарізано на кам'яних жертовниках (або для ідолів), а також ворожіння за стрілами. Все це є нечестя. Сьогодні невіруючі зневірилися у вашій релігії. Не бійтеся ж їх, а бійтеся Мене. Сьогодні Я заради вас удосконалив вашу релігію, довів до кінця Мою милість до вас і схвалив для вас як релігії іслам. Якщо ж хто-небудь буде змушений піти на це (на вживання заборонених продуктів) від голоду, а не зі схильності до гріха, то Аллах - прощає, Милосердний. Аль-Маіда 5:3 (Якубович) | " |

## Халяль і кашрут
Правила, аналогічні халяль, є і в юдаїзмі (див. Кашрут). Юдеї також не їдять свинину, користуються строгими правилами забою худоби (суворішими, ніж іслам). Але в юдаїзмі є спеціальна людина (шойхет), у функції якого входить забій і розбирання відповідно до правил кашрута, а в ісламі подібної людини немає. Існує тільки одне обмеження, яке є в ісламі, але якого немає в юдаїзмі: іслам забороняє вживання спиртних напоїв, а з точки зору кашрута в цьому немає нічого поганого. Можна відзначити, що кашрут суворіше халяля. Причиною цьому є правила забою чистих тварин. В ісламі халяльним продуктом не може вважатися навіть м'ясо дозволених тварин, якщо тварина була зарізана не за правилами ісламу.

## Винятки
Мусульманину дозволено вживати заборонену їжу тільки у разі потреби, наприклад, якщо голод може стати причиною його смерті або хвороби. У цьому випадку він може з'їсти мінімальну кількість забороненої їжі, необхідну для виживання або підтримки свого здоров'я доти, доки не знайде дозволену їжу.